# Piero Cereda
Piero Cereda (Sesto San Giovanni, 14 marzo 1925 – ...) è stato un calciatore italiano, di ruolo centrocampista.

## Carriera
In gioventù gioca coi Giovani Calciatori Sestesi. Debutta in Serie B con la Pro Sesto nella stagione 1946-1947, disputando quattro campionati cadetti per un totale di 100 presenze.
Nel 1950 passa al Seregno dove gioca per un altro anno in Serie B, collezionando 20 presenze, e l'anno successivo in Serie C.

## Palmarès

### Club

#### Competizioni nazionali
- Campionato Interregionale: 1

Seregno: 1957-1958 (girone B)